# Mellilä kyrka
Mellilä kyrka (finska: Mellilän kirkko) är en luthersk träkyrka i Mellilä i Loimaa stad i det finländska landskapet Egentliga Finland. Kyrkan ägs av Loimaa församling och den ligger vid ån Niinijoki ett par kilometer uppströms från Melliläs centrum.
Kyrkan är skyddat enligt kyrkolagen.

## Historia och arkitektur
Mellilä kyrka byggdes åren 1824-1825. Till sin typ är kyrkan en träkyrka i korsform med ett torn vid gaveln. Kyrkan uppfördes av torparen Saarikko, och det fanns ursprungligen planer på att bygga hela tre torn. Den nuvarande exteriören härstammar från åren 1907–1910. Innertaken består av trätunnvalv.
Kyrkan har genomgått flera renoveringar. Fasaderna har restaurerats omfattande genom utbyte av ytterpanel. Kyrkan målades år 2017.

### Inventarier

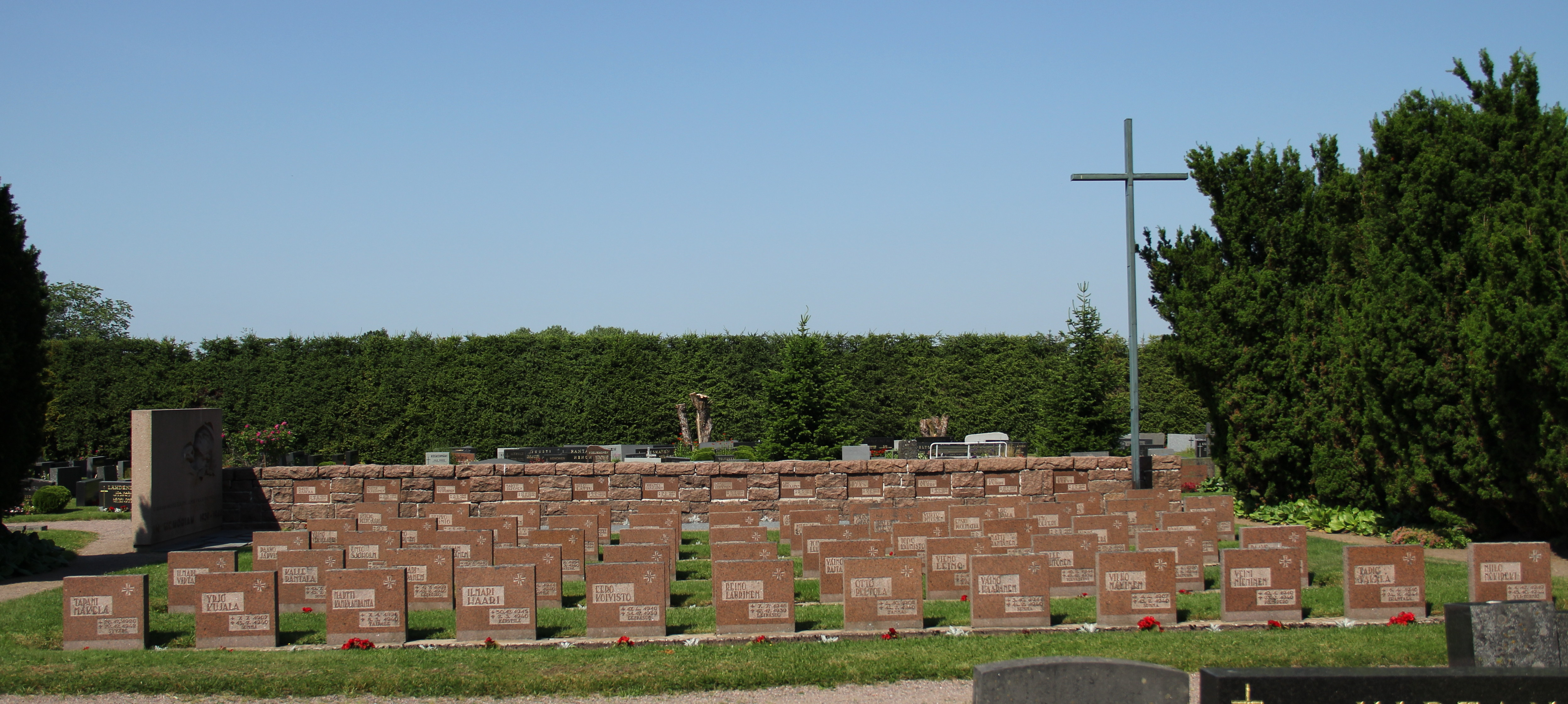
Mellilä hjältegravar.

Mellilä kyrkas altartavla målades av Edwin Lydén år 1912. Altartavlan föreställer Jesu korsfästelse. Hjältegravsmonumentet är skapad av skulptören Jussi Vikainen år 1951.